# Eleutherodactylus gundlachi
Espèce
Synonymes
- Eleutherodactylus plicatus Barbour, 1914 nec Günther, 1900
- Hylodes barbouri Nieden, 1923

Statut de conservation UICN

 EN B1ab(iii) : En danger
Eleutherodactylus gundlachi est une espèce d'amphibiens de la famille des Eleutherodactylidae.

## Répartition
Cette espèce est endémique de Cuba. Elle se rencontre dans les provinces de Granma, de Holguín, de Santiago de Cuba et de Guantánamo de 200 à 1 970 m d'altitude dans les sierras Maestra, del Cobre et de la Gran Piedra.

## Description

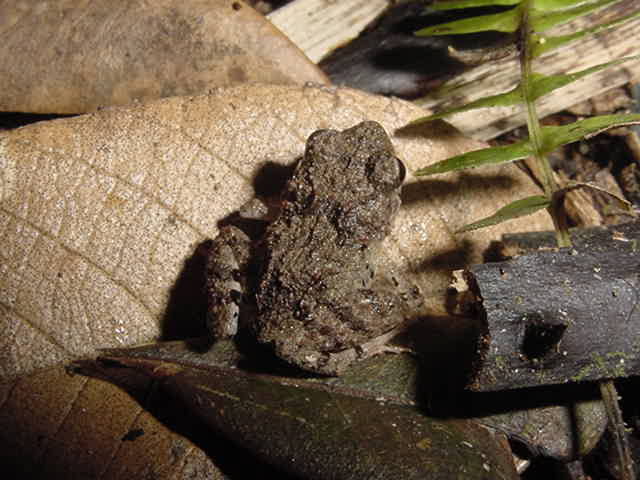
Eleutherodactylus gundlachi

Les femelles mesurent jusqu'à 23 mm.

## Étymologie
Cette espèce est nommée en l'honneur de Juan Gundlach.

## Publication originale
- Schmidt, 1920 : Some new and rare Amphibians and Reptiles from Cuba. New York Proceedings of the Linnean Society, vol. 33, p. 3-6 (texte intégral).